# Єлтай (Індерський район)
Єлта́й (каз. Елтай) — село у складі Індерського району Атирауської області Казахстану. Адміністративний центр Єлтайського сільського округу.
У радянські часи село називалось Єльтай.
Населення — 2325 осіб (2021; 2444 у 2009, 2438 у 1999, 1848 у 1989).